# 최급행
최급행(일본어: 最急行、さいきゅうこう)은 예전에 일본의 철도에 존재하였던 열차 종별이다. 현재의 특급(특별급행) 종별이 생기기 이전에 그것과 거의 같은 의미로 사용되었다. 유사한 종별로 최대급행(일본어: 最大急行、さいだいきゅうこう)이 있다.

## 산요 철도
1899년 4월 1일 사철인 산요 철도가 고베역(또는 관영 철도의 교토 · 오사카) - 미타지리역 간에 설정한 급행열차 4왕복 가운데, 고베 오후 0시 40분발의 307 열차를 '최급행'이라고 명명한 것이 시초이다. 또한, 1901년 5월 27일에 고베역 - 바칸역(현 시모노세키역) 간의 노선(후의 산요 본선)을 개업시켰을 때에는 4왕복 설정된 급행 열차 중, 관영 철도 교토역 - 바칸역 간을 주간에 달리는 303 · 316 열차도 '최급행'으로 명명되었다.
다른 급행열차가 15시간 반 - 16시간 정도로 고베역 - 바칸역 간을 연결하는 반면, 이 최급행은 하행의 303 열차는 12시간 25분, 316 열차는 12시간 41분에 주파하였으며, 303열차의 표정 속도는 40.1km/h로 당시로서는 경이적인 것이었다. 산요 철도는 세토 내해 항로와의 경쟁으로 인하여 일본 최초로 급행열차 · 식당차 · 침대차의 설정을 실시하는 등 서비스 측면에서 선진하는 면이 많았으며, 이 최급행도 그 일환으로 설정된 것으로 보이고 있다. 당시에는 우등 열차라고 해도 현재의 급행권에 해당하는 특별 요금은 징수하지 않고, 현재의 쾌속열차와 같이 순수한 속달 서비스를 도모하는 것이 설정 목적이었다.
1905년 1월 20일에는 최급행을 한층 더 발전시킨 '최대급행'이 등장하였다. 러일 전쟁의 발발에 따라 1904년에 급행 운용이 일시 폐지되었지만, 1906년 4월 16일에 부활하였고, 그 이후의 소멸 시기는 불분명하다.

## 관설 철도 (국철)

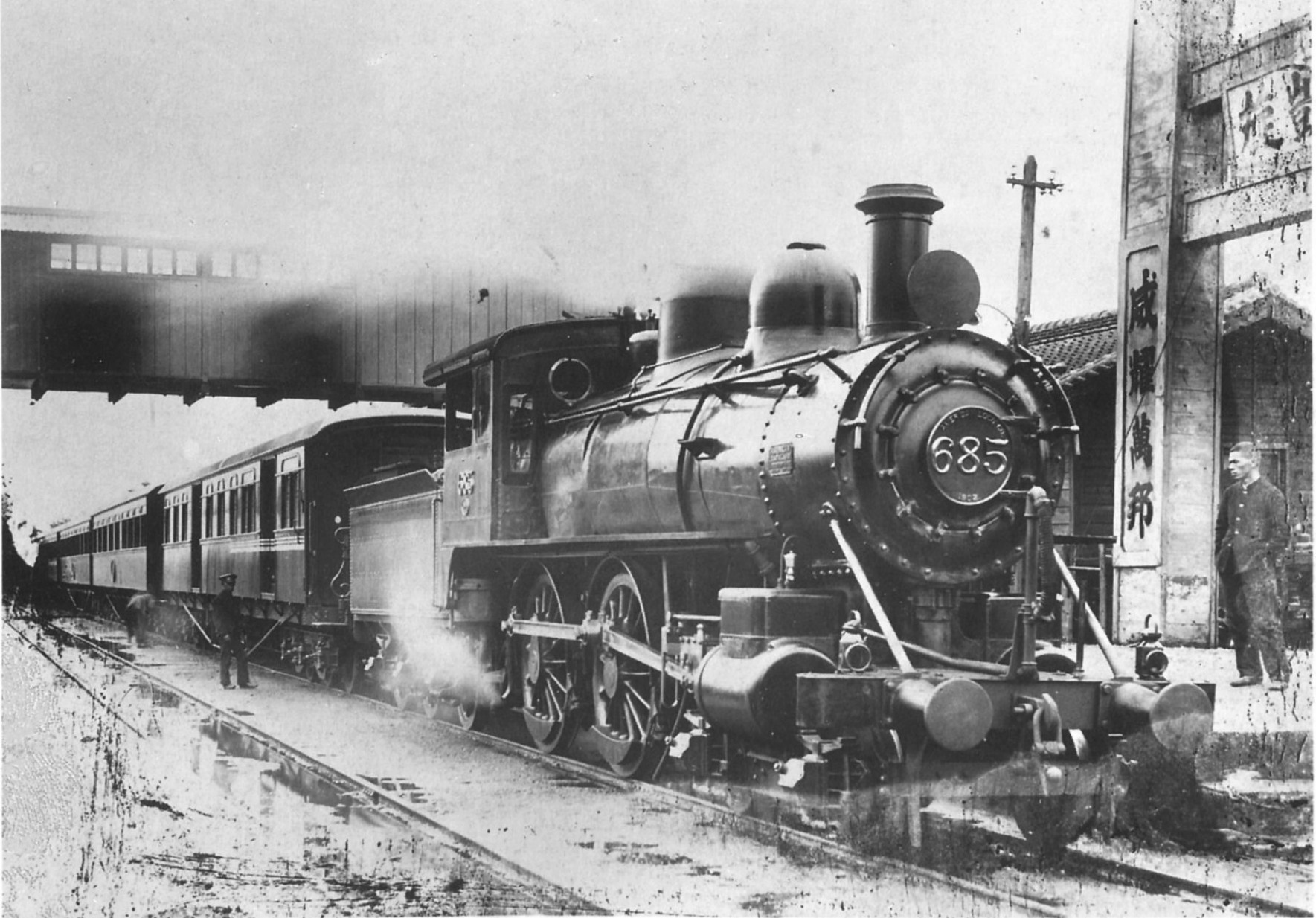
685(후의 6425)
최급행에 사용된 6400형

관설 철도에서는 1905년 12월 27일에 초대 신바시역 - 초대 요코하마역 사이를 연결하는 속달 열차를 '최급행'이라고 명명한 것이 시초이다. 이 구간에는 1882년부터 도중에 시나가와역과 가나가와역에만 정차하는 속달 열차가 설정되는 등의 일이 있었지만, 최급행은 논스톱 운행을 통해 전선을 27분에 주파하였다.
그리고 1906년 4월 16일에는 장거리인 신바시역 - 고베역 사이에도 '최급행' 열차가 설정되었는데, 이는 운임 이외에 급행 요금을 징수하는 일본 최초의 열차였다. 1909년 5월의 시각표에 의하면 하행 1 열차는 신바시발 8:00 고베 도착 21:20, 상행 2 열차는 고베발 7:40 신바시 도착 21:00이었다. 당시 최신예였던 D12형 증기 기관차(후의 국철 6400형 증기 기관차)를 사용하였으며, 편성은 객차 4량이었다. 이때 증비된 객차는 20m급 3축 보기차로 1·2등 합조차(특별실 포함)는 오니(オニ) 42 - 44(후의 오이로(オイロ) 9290), 2등 식당 합조차는 오시(オシ) 7 - 9(후의 오로시(オロシ) 9190), 2등 완급차는 오부로(オブロ) 1 - 4(후의 오로후(オロフ) 9370), 우편 · 수하물 완급차는 오유부(オユブ) 7 - 10(후의 오유니(オユニ) 9920)의 총 13량이었다. 또한, 산요 철도의 국유화 이후 1912년 6월 15일부터 운전 구간을 시모노세키역까지 연장해 일본 최초의 특별급행열차가 되었다.

## 게이한 전기 철도
게이한 전기 철도는 1914년 5월 15일부터 현재의 게이한 본선에서 궤도법 준수 노선 중에서는 일본 최초로 급행 전차(텐마바시역 - 고조역 간 무정차)를 하루 1편 운행하였는데, 1916년 4월 1일에 주요 역에 정차하는 '급행'을 24분 간격으로 추가 설정하면서 기존의 무정차 급행을 '최급행'으로 개칭하였다. 그러나 같은 해 8월 1일, 모든 급행을 주요 역 정차로 설정하면서 '최급행'은 폐지되었다.

## 규슈 철도
현재의 가고시마 본선, 나가사키 본선 등에 해당하는 노선을 운영하였던 규슈 철도는 철도 국유법에 따라 회사가 국유화되기 직전인 1906년 5월 10일에 모지역 - 야쓰시로역 · 나가사키역 간에 '최대급행'이라는 속달 열차를 설정하였다. 산요 철도와 동일하게 특별 요금은 불필요하였다.

## 가상 작품
미야자와 겐지가 이와테 마이니치 신문 1923년 4월 15일호에 게재한 소설 '빙하쥐의 모피'(氷河鼠の毛皮)에는 이하토브(작중 이상향)발 베링행 최대급행 열차가 등장한다.